# Corifeu de Azevedo Marques
Corifeu de Azevedo Marques (também grafado como Coripheu de Azevedo Marques; São Paulo, 20 de maio de 1907 — São Vicente, 29 de agosto de 1965) foi um jornalista brasileiro da primeira metade do século XX, e importante militante e dirigente do PCB. Nos anos 1930, Corifeu foi eleito para o Bureau Político do PCB durante a Conferência Nacional ocorrida em janeiro de 1934.
Desenvolveu uma carreira de radialista no O Grande Jornal Falado Tupi, como também atuou na Rádio Tupi, Diários Associados e na Rádio Difusora.
Nos últimos anos de sua carreira, ganhou respeito em todo o Brasil por seu envolvimento com o movimento municipalista e, principalmente, pelos comentários profundos e abalizados que fazia no Grande Jornal Falado Tupi e no Matutino Tupi. Seus comentários eram perspicazes, curtos e, ao mesmo tempo, profundos, todos feitos de improviso.
Em sua homenagem, o seu nome foi utilizado para batizar a Avenida Corifeu de Azevedo Marques, no bairro do Butantã, São Paulo.